# 샤푸르 3세
샤푸르 3세(팔레비어: 𐭱𐭧𐭯𐭥𐭧𐭥𐭩, 페르시아어: شاپور سوم, 생년 미상 ~ 388년)는 사산 왕조 페르시아 제국의 샤이다. 샤푸르 2세의 아들이며, 아르다시르 2세의 조카이다.

## 아르메니아 분할
선왕 아르다시르 2세로부터 아르메니아의 내분에 깊게 개입한 사산 왕조는, 아르메니아를 분할해 나누어 가질 것을 로마 제국과 합의하였다. 양국 모두 캅카스지역의 훈족을 중심으로 구성된 유목민들의 동향을 예의주시하였기 때문에 불필요한 분쟁은 최소화하려고 노력하였다. 그리하여 384년에 평화조약을 맺음과 동시에 아르메니아를 둘로 분할하여 봉토로 삼았다. 아르메니아는 좁은 서부와 넓은 동부로 나뉘고, 이 지역엔 36년동안의 일시적인 평화가 찾아왔다.

## 조각상

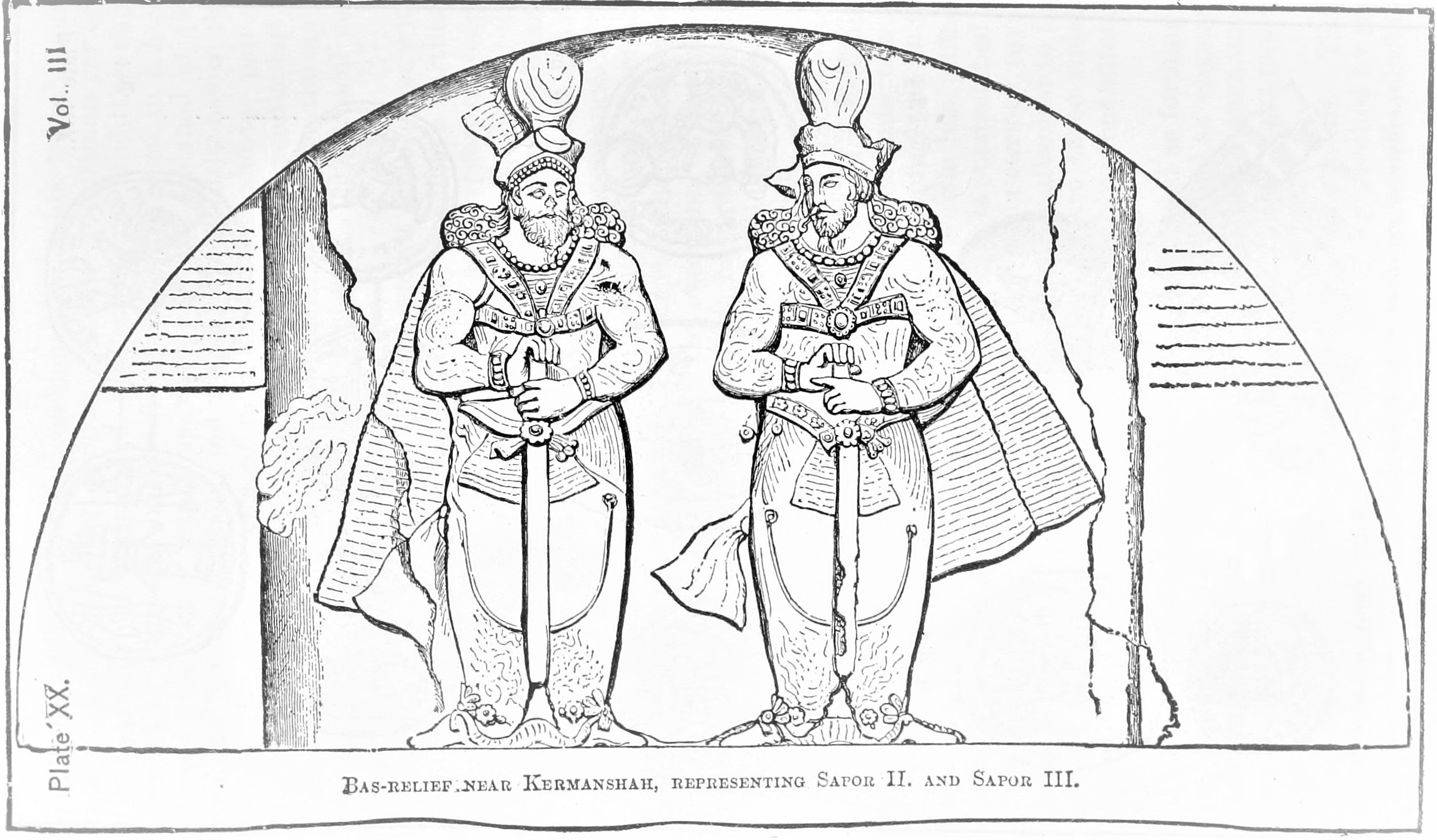

샤푸르 3세는 독특한 조각상을 케르만샤 근방의 타크 보스탄에 남겼다. 아치형태의 지붕 아래에 두 개의 비슷해 보이는 조각이 서로 흘겨보는 형태이다. 조각상에 새겨진 팔라비어는 이것이 각각 샤푸르 2세와 3세라는 것을 기록하고 있다. 특히 오른편엔 '샤푸르, 호르미즈드, 나르세스'라고 써 있으며, 왼편엔 '샤푸르, 샤푸르, 호르미즈드'라고 기록되어있다. 그리하여 오른편의 것은 샤푸르 2세의 정립상이며, 왼편은 샤푸르 3세의 상인 것으로 추측한다. 하지만 전체의 모습으로부터 본다면, 뒤편의 아치까지도 포함해야 하며 이것은 하나의 왕위를 상징하기도 한다. 어쨋든, 이러한 조각상은 사산 왕조 역사상 매우 드문 것으로 샤푸르 3세의 각별한 효심을 나타내기도 한다.

## 죽음
샤푸르 3세는 재위 4년 만에 폐위된 아르다시르 2세와 같이, 막강한 귀족의 권력을 억누르지 못하고 재위 5년째인 388년에 천막의 깔개에 눌려 암살당했다고 전해진다. 이 설이 진실이라면, 샤푸르 3세는 신하들에 의해 암살당한 사산 왕조 최초의 군주가 된다. 이후로 호스로 1세까지의 군주들은 귀족들의 힘을 어떻게 누를 것인가를 심각하게 고려하게 된다.

## 참조
- 'The Civilizations of the Ancient Near East' by George Rawlinson, Project Gutenberg